# Władysław Napieraj
Władysław Napieraj (ur. 11 maja 1924, zm. 12 kwietnia 1998) – polski dyplomata, ambasador w Korei Północnej (1964–1968) i Bułgarii (1981–1986).

## Życiorys
Etatowy pracownik Ministerstwa Spraw Zagranicznych. Członek egzekutywy (1961–1962) oraz II sekretarz (1962–1963) Komitetu Zakładowego Podstawowej Organizacji Partyjnej Polskiej Zjednoczonej Partii Robotniczej przy MSZ. Pracował w Wydziale Studenckim Ambasady w Moskwie (ok. 1953–1956). W latach 1964–1968 pełnił funkcję Ambasadora PRL w Korei Północnej. Na przełomie lat 60/70 dyrektor Departamentu I MSZ (ds. ZSRS i Europy Wschodniej). W latach 70. zastępca ambasadora w ZSRS. Ok. 1980 ponownie dyrektor Departamentu I MSZ. Od 1981 do 1986 był ambasadorem w Bułgarii. W marcu 1988 powrócił na stanowisko dyrektora Departamentu I MSZ. 
Pochowany na Cmentarzu Komunalnym Północnym w Warszawie.